# Sarsicytheridea bradii
Sarsicytheridea bradii är en kräftdjursart som först beskrevs av Norman 1865.  Sarsicytheridea bradii ingår i släktet Sarsicytheridea och familjen Cytherideidae. Arten är reproducerande i Sverige. Inga underarter finns listade i Catalogue of Life.